# Stephanie Parker
Stephanie Parker, née le 29 mars 1987 à Brighton (Sussex de l'Est) et décédée le 18 avril 2009, était une actrice galloise.
Elle s'est fait notamment connaître en jouant le rôle de Stacey Weaver dans la série Belonging de 2000 à 2008.
Elle a été retrouvée pendue le 18 avril 2009.